# Nervión (Siviglia)
Nervión è un quartiere e un distretto della città spagnola di Siviglia, in Andalusia.
Sorge ad est del centro cittadino, a nord del Distrito Sur, a sud del distretto di San Pablo-Santa Justa e a ovest del Cerro-Amate.
Conta 51.276 abitanti ed è un importante nodo commerciale della città.
Nel quartiere sorge lo stadio Ramón Sánchez-Pizjuán, che, inaugurato nel 1958, ha preso il posto del vecchio stadio di Nervión ed è la sede degli incontri di calcio del Siviglia.